# Константин Палеолог (севаст)
Константин Палеолог (средњегрчки: Κωνσταντίνος Παλαιολόγος) је био византијски аристократа из средине 12. века – брат великог етериарха Георгија Палеолога.
Подаци о Константину Палеологу су изузетно оскудни: његово име је посведочено у регистрима синода одржаних 12. и 13. маја 1157. и 6. марта 1166. године, где се појављује само са титулом пансеваст севаст (најсветлији севаст) и назван је као брат великог етериарха Георгија Палеолога, из чега произилази да је Константин био син севаста Алексија Палеолога и његове жене Ане Комнин.
Упркос високој почасној титули пансеваст севаст, са којом је Константин посведочен, извори не садрже податке о било каквим војним или дворским функцијама које би он могао да обавља, а које би одговарале његовом високом чину и присуству на важним догађајима као што су царски сабори.
Претпоставља се да је Константин Палеолог био дописник Михаила Глике, од којег је добио четири омилије посвећене Светом писму. Први од њих носи посвету Пансеваст севаст кир Константин Палеолог.
Постоје мишљења да је Константин Палеолог власник два оловна печата са ликом Светог Ђорђа и метричким натписом у легенди, чији се један печат чува у Вогтовом музеју уметности.
Константин Палеолог се поистовећује са адресатом описмуса – дела преписке анонимног атинског монаха из прве половине 12. века, садржаног у кодексу Атос Пантократор 120.У питању је писмо (бр. 17) упућено монаху севасту Константину Палеологу. Његов препис је садржан у тзв. Codex Vindobonensis philol. gr. 321.  из друге половине XIII века где је писар његово ауторство приписивао Михаилу Пселу. Из садржаја писма се разуме да је Константин Палеолог био монах на острву Плати. Претпоставља се да је завршио свој живот као монах на овом острву.